# Mérida (Mexique)
Pour les articles homonymes, voir Mérida.
Mérida (en Maya: Joꞌ) est la capitale et la ville la plus peuplée de l'État du Yucatán, et est aussi la capitale de la Municipalité de Merida. Dans la région de la péninsule du Yucatán, c'est également la capitale sociale, culturelle, éducative et financière.
Selon l'INEGI, sa population s'élevait à 921 771 habitants comme ville et 1 316 088 habitants dans toute la métropole de Mérida, et est ainsi la 11éme métropole plus grande du Mexique.
Elle est surnommée « la ciudad blanca » (la cité blanche).
Elle est considérée comme l’une des villes avec la meilleure qualité de vie du Mexique et l’une des plus sûres du continent de l'Amérique du Nord.
Son héritage historique est le produit du mélange de cultures Mayas, espagnol au cours de l’ère vice-régienne plus tard influencée par les cultures françaises et libanaises avec quelques contributions des coréens et italiens.

## Géographie
La ville est située à une trentaine de kilomètres de la côte, au sud du golfe du Mexique et au nord de la péninsule du Yucatán près de l'épicentre du cratère de Chicxulub.
Merida est situé à une distance d'environ 1557 km de Mexico, 386 km de Chetumal, 650 km de Villahermosa, 325 km de Playa del Carmen, 309 km de Cancun, 173 km Campeche, 167 km de Tizimin, 165 km de Valladolid, 124 km de Chichen Itza, 118 km de Tekax, 84 km de Ticul, 78 km d’Uxmal, 72 km d’Izamal, 43 km de Motul, 36 km de Progreso.
En général, le climat est tropical chaud, humide, avec des pluies en été (de juin à octobre) et une température moyenne de 25 ° C. Avec des maximums de 40° C pendant l'été et minimums de 16 pendant l'hiver.

## Histoire
L'ancienne Tiho, ou Ichcanziho, était l'une des principales villes de la province maya de Chacán.

L'espagnol Francisco de Montejo fonde la ville le 6 janvier 1542. Cette ville fut construite sur le cité de la ville maya T'ho (Mot en maya pour dire Capitale) et qui avait été un centre de la culture et d'activités maya depuis des siècles. Cette fondation marque l'occupation définitive de la région par les Espagnols.

Les pierres des batiments et pyramides mayas de l'ancienne Mérida (T'ho) ont été largement utilisées pour construire les bâtiments coloniaux espagnols qui sont abondants dans le centre-ville de Mérida, et sont visibles, par exemple, dans les murs de la principale cathédrale.
Vers la fin du XIXe siècle et au début du XXe siècle, les environs de Mérida ont prospéré grâce à la production de l'henequen — connu sous le nom de sisal - parce qu'elle était exportée depuis le port de Sisal.

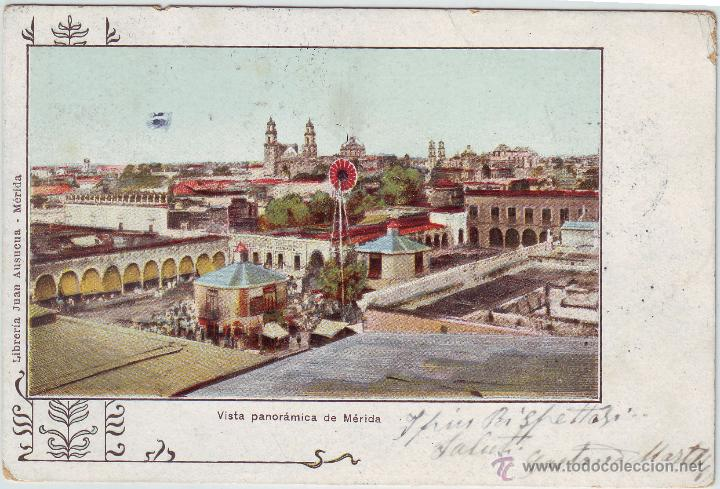
Mérida debut des années 1900

En août 1993, le pape Jean-Paul II a visité la ville lors de son troisième voyage au Mexique. La ville a été l'hôte de deux conférences de traités bilatéraux entre les États-Unis et le Mexique, la première en 1999 (Bill Clinton & Vincente Fox) et la deuxième en 2007 (George W. Bush & Felipe Calderón).
Mérida est la capitale culturelle et financière de la péninsule du Yucatán, ainsi que la capitale de l'État de Yucatán. Au cours des dernières années, deux importantes compétitions de sciences ont eu lieu à Mérida : l'Olympiade Internationale de 2005 des mathématiques et l'Olympiade Internationale de 2006 de l'informatique. En 2006, Mérida a accueilli les finales de la Coupe du Monde de la FITA Fédération internationale de tir à l'arc. Mérida a également accueilli la conférence internationale «Cosmic Ray» du 3 au 11 juillet 2007. En 2009, la 40e Olympiade Internationale de physique de l'IPHO a eu lieu à Mérida du 12 au 19 juillet.
Depuis 2023 la ville est desservie par le Train maya.

## Population
Population d'après les recensements de la population :
| 1900   | 1910   | 1921   | 1930   | 1940   |
| ------ | ------ | ------ | ------ | ------ |
| 43 630 | 62 447 | 79 225 | 95 015 | 98 852 |

| 1950    | 1960    | 1970    | 1980    | 1990    |
| ------- | ------- | ------- | ------- | ------- |
| 142 858 | 170 834 | 212 097 | 400 142 | 523 422 |

| 1995    | 2000    | 2005    | 2010    | 2020    |
| ------- | ------- | ------- | ------- | ------- |
| 612 261 | 662 530 | 734 153 | 777 615 | 921 771 |

## Économie

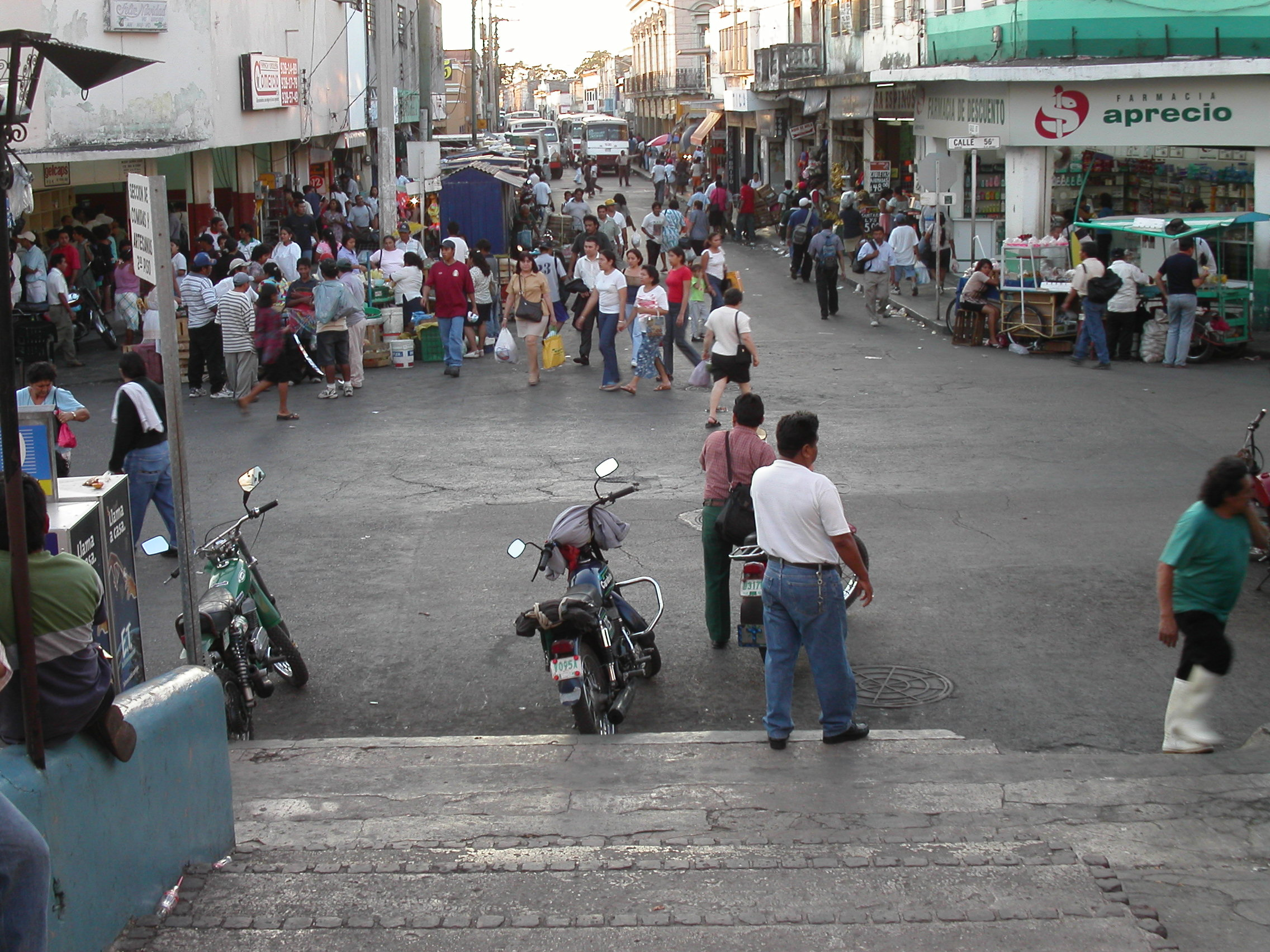
Marché

### Tourisme
Mérida est une halte, voire un lieu de séjour privilégié, dans la visite de la péninsule du Yucatán. Le site de Dzibilchaltún se trouve à 17 km au nord.

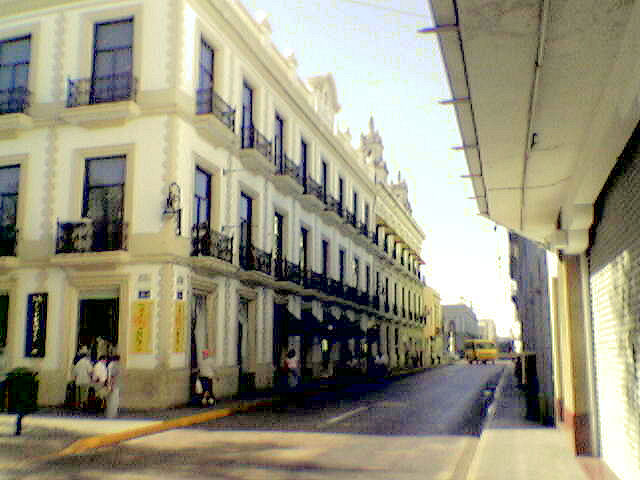
Rue 60
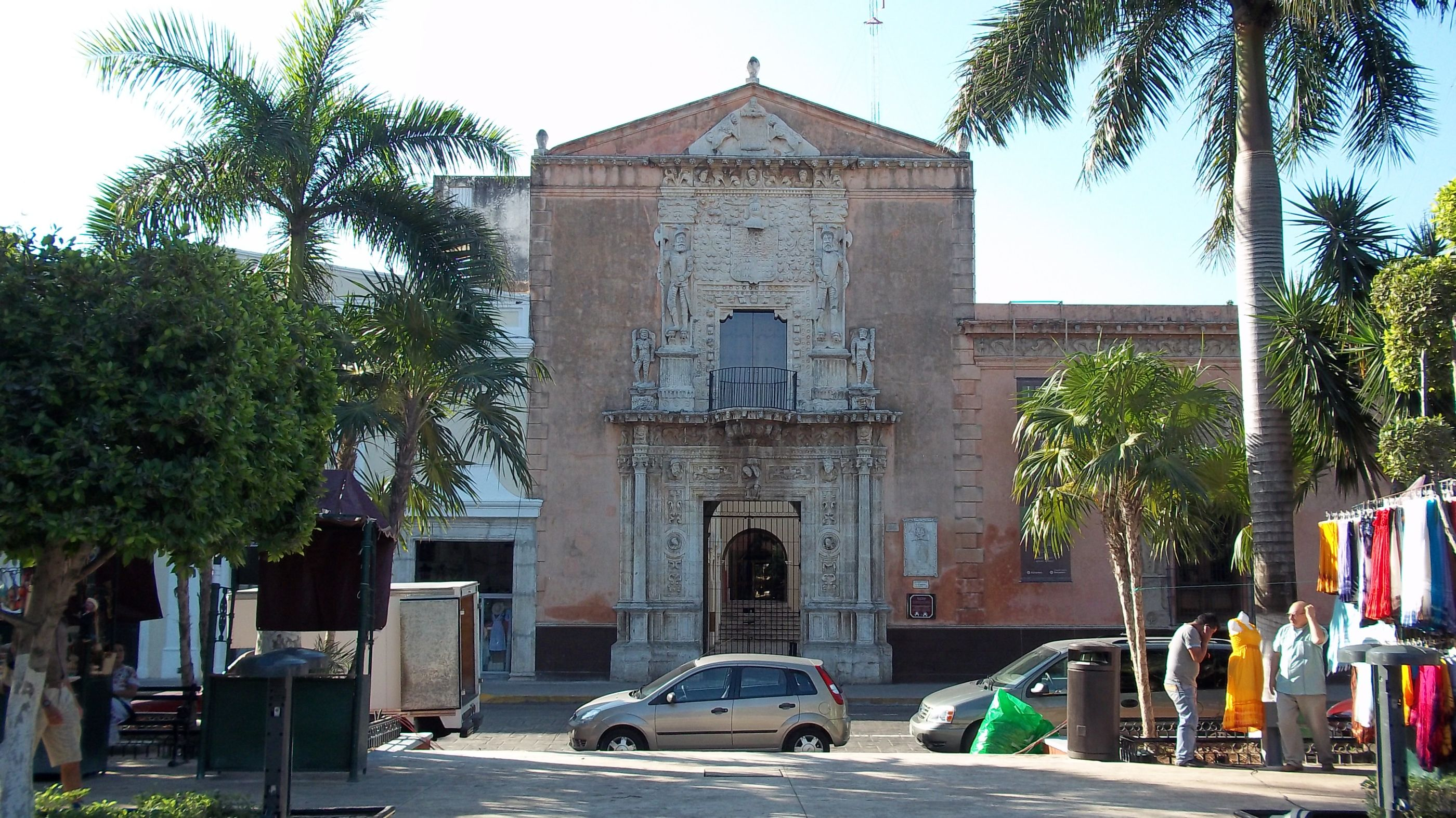
Maison de Montejo
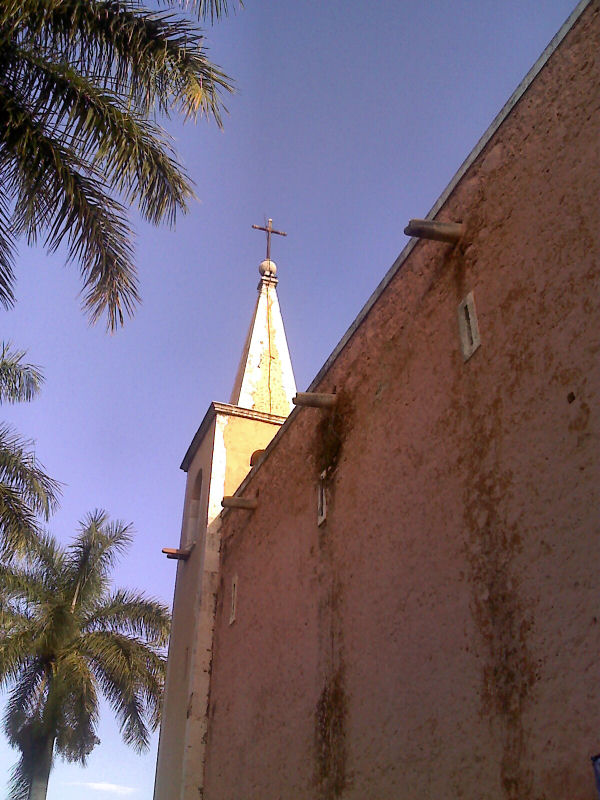
Église de Santa Ana

## Détails de la cité

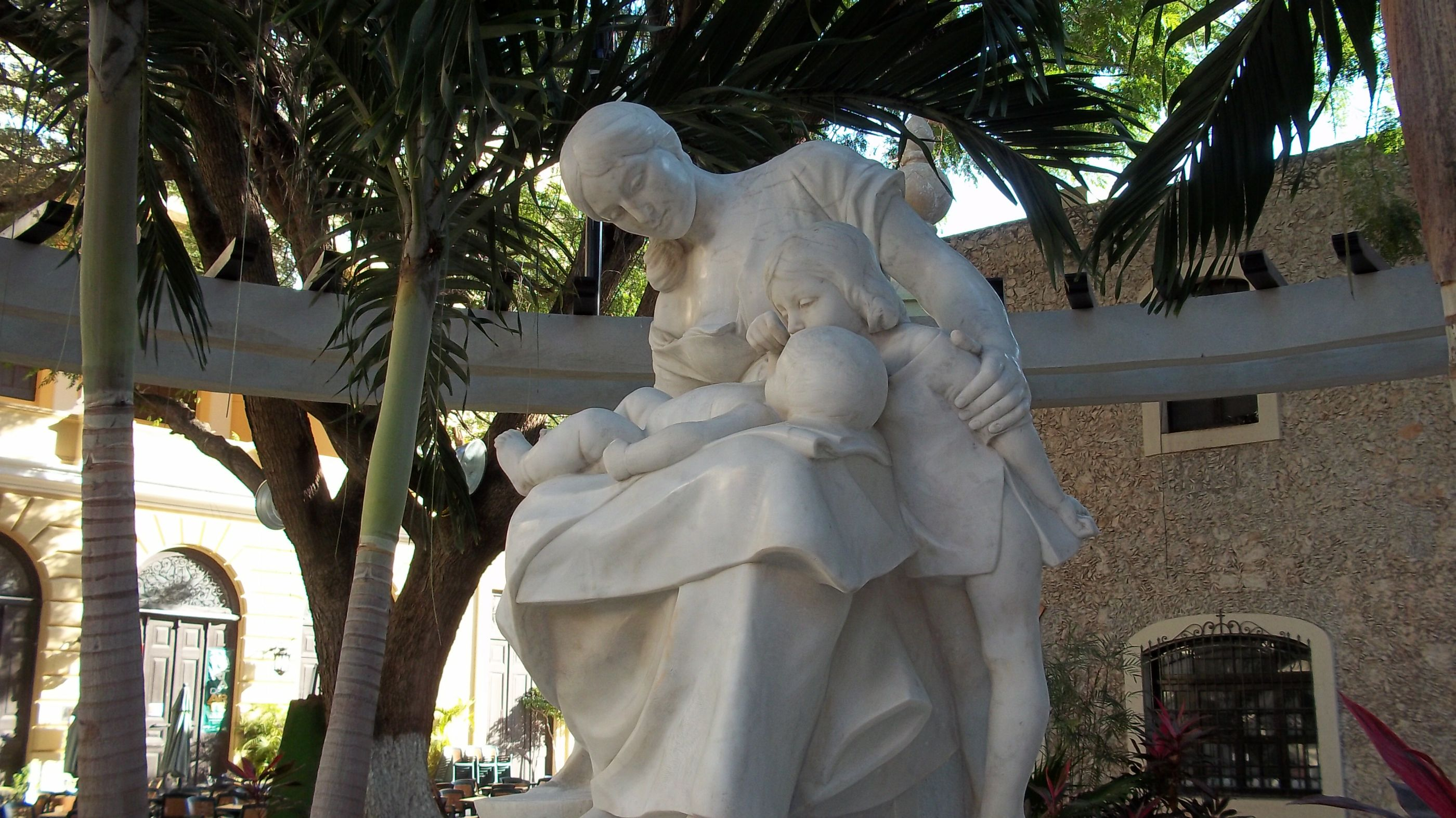
Monument à la Mère, 2012.

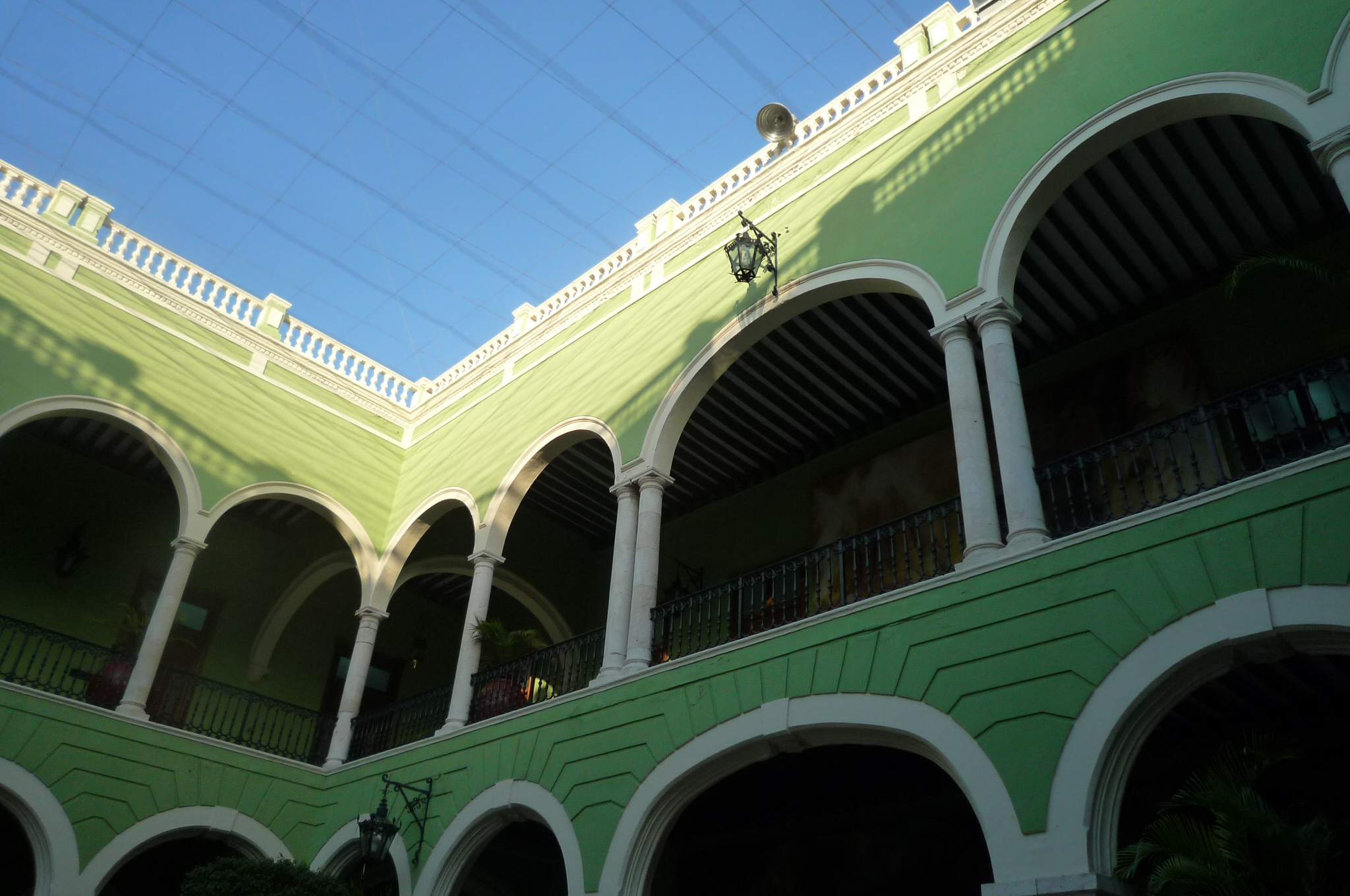
Palais du gouverneur

- Comme la plupart des villes espagnoles du Nouveau Monde, Mérida est un vaste damier formé de rues droites et de carrés parfaits de bâtisses. Plusieurs portes marquent l'emplacement de l'ancienne fortification.

- Le palais municipal de Mérida occupe l'emplacement d'une ancienne pyramide dont les matériaux furent utilisés pour la construction de la cathédrale, de la maison Montejo et pour le reste de la ville.

- Construit sur l'emplacement des anciennes maisons royales, l'actuel palais du Gouverneur fut inauguré en 1892.

## Urbanisme
Merida comprend de nombreux édifices religieux, avec notamment la Cathédrale du Yucatan.

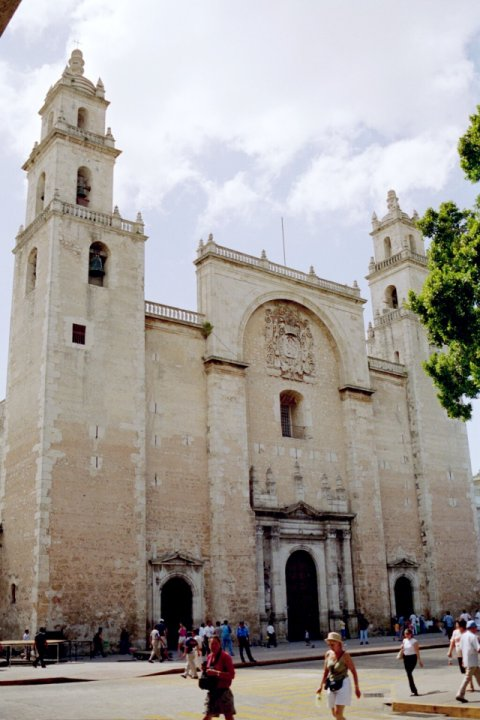
Cathédrale du Yucatan

## Sports
En Ligue mexicaine de baseball, les Leones de Yucatán sont basés à Mérida où se trouve leur stade, l'Estadio Kukulcán, enceinte de 16 000 places.

## Tauromachie
Comme de nombreuses grandes villes du Mexique, Mérida possède des arènes reconstruites pour la dernière fois en 1967.